# Jean-Louis Gergorin
Pour les articles homonymes, voir JLG.
Ne doit pas être confondu avec Jean-Louis Georgelin.
Jean-Louis Gergorin, né le 22 avril 1946 à Paris, est un ancien diplomate et homme d'affaires français, consultant en stratégie spécialiste des enjeux Cyber.
Polytechnicien et énarque, il était, avant l'affaire Clearstream 2, dont il est l'un des deux principaux protagonistes et pour laquelle il a été condamné à 3 ans de prison (dont six mois ferme), directeur de la coordination stratégique du groupe EADS.

## Biographie

### Jeunesse et études
Jean Louis Gergorin est diplômé de l'École polytechnique (promotion 1966) et de l'École nationale d'administration. Il y étudie au sein de la promotion « Charles-de-Gaulle » (1972), aux côtés d'Alain Juppé, Dominique Perben, Louis Gallois, Jean-Cyril Spinetta et Jérôme Clément.
Il intègre en 1989 le Stanford Executive Program.

### Carrière professionnelle

#### Ministère des Affaires étrangères
À sa sortie de l'ENA, début 1970, il rejoint le Conseil d'État.
En 1973, il co-fonde le Centre d'analyse et de prévision (CAP) du ministère des affaires étrangères, avec Thierry de Montbrial, qui en est le premier directeur, et dont il est l'adjoint. Il en devient directeur en 1979, et le restera jusqu'en 1984. 
Il a alors comme subordonné le jeune diplomate Dominique de Villepin et y fait la connaissance de Philippe Delmas, futur dirigeant d'Airbus.
En 1979, il y fait la connaissance du général Philippe Rondot, spécialiste du renseignement militaire. « J'ai même le souvenir que c'est Gergorin, que j'estimais, qui avait fortement appuyé la proposition d'intégrer Rondot à la DST », en 1986, dit Yves Bonnet, ancien directeur de la DST. 
En 1981, il recrute Dominique de Villepin, issu de la direction des affaires africaines et malgaches,.
Il passe l'alternance de 1981 sans encombre et rencontre Régis Debray, François Mitterrand (1983) et Hubert Védrine (1984). Il tisse des liens très étroits avec Claude Cheysson.

#### Matra
En septembre 1984, il intègre le groupe Matra. Il est directeur de la stratégie du groupe et conseiller spécial de Jean-Luc Lagardère. Il est un des collaborateurs directs de Jean-Luc Lagardère et participe à l'essor du groupe Matra. Il participera à ce titre aux conflits contre le concurrent Thomson (devenu Thales) dirigé alors par Alain Gomez (voir infra).

#### EADS
À la fin des années 1990, il est l'artisan avec Philippe Camus de la fusion entre Aérospatiale et Matra puis de la création d'EADS et de la société intégrée Airbus. 
Jean-Louis Gergorin joue également un rôle majeur dans le rapprochement avec les Allemands, qui permet, en 2000, la fusion des activités de Matra-Aérospatiale avec Dasà et l'espagnol CASA.
Il devient alors, la même année, directeur de la coordination stratégique (en anglais : Executive Vice President Strategic Coordination) chez EADS  et membre du comité exécutif. Il est à ce titre responsable de l'intelligence économique. De par ses fonctions, il est en relations régulières avec les services de renseignement.
Il impulse également la stratégie qui permet à EADS de rivaliser avec Boeing dans le marché pour l’équipement de l’US Air Force en avions ravitailleurs, et qui permettra à l’avionneur européen de remporter un appel d’offres de Washington le 29 février 2008, avant que celui-ci ne soit finalement annulé et révisé en faveur de Boeing,,.
En 2004, au lendemain des tensions nées de la guerre en Irak, il organise avec le Center for Strategic and International Studies une rencontre entre diplomates français et américains de haut niveau, à laquelle participeront notamment, côté américain Henry Kissinger et Zbigniew Brzezinski, .
Il quitte ses fonctions en pleine affaire Clearstream 2, le 10 mai 2006.

#### Consultant en stratégie et expert en Cyber
Le 26 avril 2007, Jean-Louis Gergorin fonde la société JLG Strategy, qui a pour objet le conseil en stratégie, notamment en matière aérospatiale, défense et surtout cyber.
En 2014, il cofonde et devient membre du comité de pilotage de la French American Cybersecurity Conference.
En novembre 2018, il publie avec Léo Isaac-Dognin Cyber, la guerre permanente, qui propose une analyse géopolitique des principaux incident cyber depuis le début des années 2000, et des enjeux qui en découlent. L'ouvrage est largement recensé par la presse lors de sa sortie,,.
Il est convié sur ces questions en 2019 et 2021 comme intervenant à la Word Policy Conference, initiative de l’IFRI ; il intervient également au forum mondial Normandie pour la Paix.
En 2020, il rejoint le comité scientifique du Forum International de la Cybersécurité.
Il est ainsi régulièrement interrogé sur le sujet par de grands médias français ou américains, et participe à plusieurs organisations et conférences professionnelles dans ce domaine.
Ainsi, à partir de 2020, il a cosigne trois tribunes dans le journal Le Monde, avec Bernard Barbier, ancien directeur technique de la DGSE, et l’amiral Edouard Guillaud, ancien chef d’état-major des armées, sur l’importance actuelle et plus encore future des enjeux cyber : le besoin impérieux d'une stratégie nationale en la matière, la nécessité de mettre en œuvre le concept de cybercoercition dans une logique de dissuasion, et l’impréparation européenne en la matière, notamment à l’occasion de l’affaire Pegasus.
Il est également cité par le Washington Post, à propos des évolutions de la doctrine Cyber de l’administration Biden.

### Parcours professoral
À partir de 1976, il est maître de conférence à l'Institut d'études politiques de Paris. Il fait partie des enseignants qui réintroduisent l'étude de la géopolitique au sein de l'établissement à la suite de la réforme des enseignements d'Alain Lancelot, aux côtés de Jean-Marie Guéhenno, Philippe Moreau Defarges ou encore Thierry de Montbrial. Il partage son enseignement avec Marisol Touraine à compter de la fin des années 1980, puis avec Renaud Girard à partir du début des années 2000.
Son cours dépend du cursus de l'école d'affaires internationales (Paris School of International Affairs) et s'intitule depuis 2017 : « le nouveau bouleversement stratégique ».

## Controverses et Affaires judiciaires

### MATRA: le conflit avec Thomson
Un de ces conflits se déroule de 1992 à 1997, lorsque Thomson, peu après la fusion contestée avec Hachette et le fiasco de la Cinq, aurait monté avec la complicité d'un intermédiaire et avocat américain d'origine chinoise, William Lee, une opération de déstabilisation du groupe Lagardère, dite opération « Couper les ailes de l'oiseau ». Il s'agissait pour Thomson de "couper les ailes de" Matra sur plusieurs marchés d'armement avec Taïwan (frégates Lafayette, avions Mirage 2000, missiles). Dans cette affaire, il fut accusé d'avoir acheté les services de la DST pour 300 000 francs en liquide livrés dans un sac de sport (ce qu'il niera toujours).

### EADS: Les luttes de pouvoir internes
Lorsque Jean-Luc Lagardère, décède brusquement, en mars 2003, d'un cas rarissime d'encéphalomyélite aiguë auto-immune, Jean-Louis Gergorin est persuadé qu'il s'agit d'un assassinat, lié à une tentative de prise de contrôle d'EADS. Une enquête préliminaire demandée par le procureur de la République de Paris est classée sans suite. Il reconnaît avoir dû passer trois semaines dans une maison de repos après la mort de l'industriel.
Dans les guerres de pouvoir au sein d'EADS, il soutint Philippe Camus contre Noël Forgeard, alors patron d'Airbus dans la course à la présidence française du groupe d'aéronautique EADS.

Pendant deux ans, les couples Philippe Camus-Jean-Louis Gergorin et Noël Forgeard-Philippe Delmas vont s'opposer par presse interposée.

Eclipsés par l'affrontement judiciaire entre Nicolas Sarkozy et Dominique de Villepin, les témoignages de Philippe Delmas et Alain Gomez au moment de l'affaire Clearstream (cf. infra) révèlent la violence de la guerre industrielle qui opposa Matra à Thomson, dans les années 1990, puis la bataille que se menèrent au sein même d'EADS Philippe Camus, que soutenait M. Gergorin, et Philippe Delmas, qui soutenait Noël Forgeard pour prendre le contrôle du groupe aéronautique.

### EADS: Affaire Clearstream 2
Jean-Louis Gergorin et l'informaticien Imad Lahoud sont apparus en 2006 comme les possibles délateurs dans l'affaire Clearstream 2.

#### Enquête et procédure
Depuis juin 2001, les juges Renaud Van Ruymbeke et Dominique de Talancé enquêtent sur l’affaire des frégates de Taïwan. Parallèlement, en 2001 et 2002, le journaliste Denis Robert publie deux livres (Révélation$ en 2001 et La Boîte noire en 2002) sur Clearstream, accusant cette société luxembourgeoise de dissimuler des opérations financières illégales, et lançant ainsi l’affaire Clearstream 1.

Le 30 avril 2004, Renaud Van Ruymbeke rencontre secrètement Jean-Louis Gergorin, chez l'avocat de ce dernier Thibaut de Montbrial,,, puis reçoit une première lettre anonyme suivie le 14 juin 2004 par plusieurs autres, et un CD-ROM contenant 16 121 comptes bancaires ouverts chez Clearstream, datant du premier trimestre 2000.
Le corbeau prétend dénoncer des comptes occultes établis chez Clearstream pour plusieurs personnalités du monde des affaires ou de la politique, dont Philippe Delmas, vice-président du géant européen de l’aéronautique EADS, Nicolas Sarkozy, alors ministre de l’Économie, Alain Gomez, ancien président de Thomson-CSF (devenu Thales), Pierre Martinez, ancien responsable de la sécurité de Thomson-CSF, et Andrew Wang, l’intermédiaire sino-américain impliqué dans le scandale des frégates de Taïwan. Le juge Van Ruymbeke mettra du temps à admettre qu’il s’agit d’une manipulation.[Information douteuse] Les noms de personnalités ont été rajoutés aux listes de Clearstream, parfois grossièrement. L’enquête préliminaire ouverte sur les autres comptes est classée sans suite en mai 2005. 

Une enquête sur la réalisation de ces faux est alors confiée aux juges Jean-Marie d'Huy et Henri Pons. L’attention des magistrats se porte sur un informaticien d’EADS, Imad Lahoud. Il aurait été recruté chez EADS par Jean-Louis Gergorin, sur recommandation du général Philippe Rondot, vétéran des services de renseignements français. Début 2003, Imad Lahoud a collaboré avec la DGSE pour identifier les réseaux financiers d’Al-Qaïda. À cette occasion, il s’est informé sur le fonctionnement des comptes de Clearstream et a rencontré Denis Robert.
En avril 2006, l’ensemble de l’équipe dirigeante du groupe EADS se retrouve brutalement au centre de l’affaire Clearstream 2 (ou affaire du corbeau des frégates de Taiwan). Deux membres d’EADS semblent être au cœur de cette affaire : Jean-Louis Gergorin et Imad Lahoud. Les bureaux de Noël Forgeard, coprésident d’EADS (co-CEO), Gustav Humbert, PDG d'Airbus et Jean-Louis Gergorin, vice-président d’EADS, ont été perquisitionnés. M. Gergorin est, le 10 mai 2006, déchargé de ses fonctions au sein du groupe EADS, à sa demande dit-il, afin de pouvoir mieux se défendre dans cette affaire. Les 18 et 19 mai 2006, dans des interviews parus dans la presse, il reconnaît avoir rencontré le juge Renaud Van Ruymbeke et lui avoir adressé deux lettres sous le couvert de l'anonymat en accord avec celui-ci. À la suite de ses déclarations, Noël Forgeard, président exécutif d'EADS, demande qu'une procédure de licenciement soit engagée à l'encontre de Jean-Louis Gergorin.

L'ancien président de Thomson, Alain Gomez, et l'ancien vice-président d'Airbus, Philippe Delmas, ont tout de suite reconnu dans ces lettres "la paranoïa et les obsessions de Jean-Louis Gergorin". M. Delmas est le premier à s'être porté partie civile dans l'affaire Clearstream. M. Gomez le premier à venir témoigner "des méthodes et des coups tordus" de Jean-Louis Gergorin.
Selon Airy Routier, Jean-Louis Gergorin est allé fin mai 2006 rencontrer l'intermédiaire anglo-irakien Nadhmi Auchi à Londres quelques jours avant sa garde à vue et sa mise en examen, le 2 juin 2006 ; il est laissé en liberté sous contrôle judiciaire. Selon le Parisien du 7 juin 2006, tous les magistrats du pôle financier, en particulier son chef, Catherine Pignon, s'étaient prononcés pour son incarcération. Pour les magistrats, il était en effet nécessaire que M. Gergorin soit écroué « au moins le temps de la garde à vue d'Imad Lahoud », permettant une confrontation « à chaud » des deux protagonistes de l'affaire Clearstream 2.
C'est le procureur de la République de Paris, Jean-Claude Marin, qui ordonne au parquet de requérir pour un simple contrôle judiciaire. De ce fait, François Foulon, son adjoint, a dû soutenir cette ligne alors que Catherine Pignon aurait refusé de soutenir cette option devant le juge des libertés. « Un ordre est-il venu de plus haut pour ne pas envoyer Gergorin à la Santé ? », s'interroge Le Parisien. En effet, le procureur de la République de Paris est soumis à la hiérarchie politique de la Chancellerie, c’est-à-dire la direction des affaires criminelles et des grâces du ministère de la Justice et du Garde des Sceaux Pascal Clément.
Au cours d'auditions qui ont lieu en juillet 2007 et à la suite de la reconstitution de notes ayant transité sur l'ordinateur du général Rondot, M. Gergorin dévoile avoir agi sur ordre de Dominique de Villepin, qui invoquait des instructions du Président de la République Jacques Chirac. 
En résulte un recentrage de l'enquête sur l'ex-Premier ministre, passé depuis peu du statut de membre du gouvernement à celui de simple citoyen, à la suite de la formation d'un nouveau gouvernement, consécutif à l'élection de Nicolas Sarkozy — constitué partie civile dans ce dossier — et aboutissant dans des délais extrêmement rapides à la mise en examen de l'ancien Premier ministre sous quatre chefs d'accusation différents. Lundi 27 août 2007, ce dernier annonce renoncer au bénéfice de son audition par la Cour de Justice de la République.

#### Condamnations pénales

##### Jugement du Tribunal de Grande Instance de Paris du 28 janvier 2010
Le 20 octobre 2009, le procureur de la République requiert 18 mois de prison ferme et 45 000 € d'amende à l'encontre de Jean-Louis Gergorin. 
Le 28 janvier 2010, il est reconnu coupable de dénonciation calomnieuse, usage de faux, recel d'abus de confiance et vol, et condamné à 3 ans de prison dont 15 mois de prison ferme et 40 000 euros d'amende par le tribunal correctionnel de Paris.

Les attendus du jugement dévoilent la supercherie et les mensonges de M. Gergorin, et sont implacables pour lui.

Ils en font "l'initiateur et l'auteur principal des délits de dénonciation calomnieuse", habité d'une "intention de nuire", conscient de la provenance frauduleuse de documents qu'il savait altérés, et ayant su instrumentaliser les autorités. 

« Il est l'initiateur et l'auteur principal des délits de dénonciations calomnieuses. Il a utilisé à cette fin des documents dont il savait la provenance frauduleuse et qu'il savait altérés. Il a agi pour satisfaire des intérêts personnels (...) il a été rapidement habité par une intention de nuire, en partie sous l'influence pernicieuse et néfaste d'Imad Lahoud.
 
Attendu que JLG a particulièrement visé, et de façon réitérée, des victimes devenues des cibles, par ailleurs adversaires dans les rivalités industrielles; que ses dénonciations ont considérablement accru l'effet dévastateur, voire destructeur, de l'intention de nuire qui l'habitait (...) et dont le choix ne répondait qu'à une logique: celle de crédibiliser son combat contre un ennemi chimérique par l'utilisation de données dont il connaissait le caractère mensonger.
 
Attendu que JLG a su instrumentaliser les autorités; qu'il a mis en scène ses démarches, leur donnant une apparence de crédibilité et de légitimité(..) que le recours à des autorités emblématiques ou facilement accessibles, tout en sachant que le général Rondot, comme le juge d'instruction agissaient dans le secret et le cloisonnement, a permis à JLG, seul à maîtriser le processus labyrinthique de la calomnie, de poursuivre son œuvre malfaisante (...)

Attendu que Jean-Louis Gergorin doit être considéré comme pleinement responsable de ses actes, qui sont révélateurs d'une personnalité particulièrement nuisible et inquiétante en raison d'une duplicité exceptionnelle (...) que l'exceptionnelle ampleur de la machination n'a d'égal que la détermination implacable grâce à laquelle JLG, avec la collaboration d'Imad Lahoud, a construit son piège et le profond mépris dans lequel ils ont, tous deux, tenu les autorités ministérielles et judiciaires (...) 

Que le recours à une peine d'emprisonnement apparaît dès lors justifié »

.

##### Arrêt de la Cour d'Appel de Paris du 14 septembre 2011
La Cour d'Appel de Paris rend un arrêt largement confirmatif, sauf en ce qui concerne Jean-Louis Gergorin. 
Notamment, la Cour ne suivra pas les attendus du jugement qui faisaient de lui l'auteur et l'initiateur principal des faits. Selon elle, c'est Imad Lahoud seul qui est à l'origine de la falsification des listings Clearstream, sur lesquels ont été ajoutés des noms de personnalités, dont celui de Nicolas Sarkozy, afin de faire croire qu'ils détenaient des comptes occultes à l'étranger. Jean-Louis Gergorin, pour sa part, n'aurait « pas eu de volonté de nuire ». La cour le relaxe de toute une série de faits s'étant déroulés jusqu'en novembre 2003.
Jean-Louis Gergorin est ainsi relaxé des chefs de faux, de recel ; mais aussi des chefs de dénonciation calomnieuse et d'usage de faux pour les documents remis au Général Rondot. En revanche, l'arrêt confirme sa culpabilité d'usage de faux et de dénonciation calomnieuse pour les documents envoyés au juge Renaud Van Ruymbeke, c'est-à-dire après que les vérifications effectuées par le Général Rondot ont échoué à confirmer l'authenticité des listings.
L'arrêt du 14 septembre 2011 allège la condamnation de Jean-Louis Gergorin, qui est maintenue à 3 ans de prison, mais dont le sursis est étendu à 30 mois au lieu de 15. L'amende de 40 000 Euros est maintenue.
Il se pourvoit devant la Cour de cassation, mais son pourvoi est rejeté le 27 février 2013, rendant l'arrêt définitif de la Cour d'Appel de Paris du 14 septembre 2011.

## Essayiste

### Rapacités (2007)
Jean-Louis Gergorin publie en mars 2007 un livre intitulé Rapacités, dans lequel il revient sur son rôle dans les affaires Clearstream, démonte un mécanisme financier sophistiqué qui aurait pu servir à effectuer à une certaine époque des transactions douteuses au sein de la chambre de compensation (mécanisme qui n'a plus cours aujourd'hui).
Il y relate les résultats de l'enquête personnelle qu'il a menée avec la collaboration de Sophie Coignard sur le rôle de l'argent sale dans l'économie et la géopolitique mondiale, tant lors du blanchiment d'argent que lors d'opérations qui consistent à noircir de l'argent propre (noircissement d'argent), c’est-à-dire à extraire celui-ci de circuits économiques transparents pour financer les activités illégales, comme la corruption politique, le terrorisme ou la prolifération nucléaire. Il attire notamment l'attention sur la criminalisation avérée de pans entiers du système financier contemporain via le recours extrêmement fréquent aux services des paradis fiscaux dans le but de combiner souplesse, intraçabilité et anonymat des transactions illicites.
Selon l'auteur, ces pratiques se répandent à un point tel qu'elles représentent aujourd'hui un risque de déstabilisation pour les démocraties et leurs économies. La maîtrise de la corruption endémique qui gangrène le système financier mondial serait donc l'un des enjeux majeurs de la géopolitique du XXIe siècle.

### Cyber. La guerre permanente  (2018)
En novembre 2018 est publié Cyber. La guerre Permanente, un essai co-écrit par Jean-Louis Gergorin et le consultant en transformation numérique Léo Isaac-Dognin. Dans cet ouvrage, les deux auteurs décrivent un nouveau type de conflit "permanent, sans front et sans règles de d'engagement" utilisant tout l'arsenal cyber a disposition non seulement des acteurs étatiques mais aussi des cybercriminels, et comment les derniers travaillent parfois de façon dissimulée pour les premiers afin de déstabiliser "de l'intérieur" les puissances ennemies.
Le numérique, vu comme "un facteur de rupture stratégique", permet en effet selon les auteurs à des acteurs étatiques plus faibles en termes de moyens stratégiques conventionnels, de s'en prendre avec succès aux intérêts de puissances qui apparaissaient jusque là comme intouchables, sauf à recourir à des techniques d'espionnage conventionnelles extrêmement risquées et difficiles à mettre en place. Dans ce contexte, une véritable "troisième guerre mondiale" serait déjà à l’œuvre, mettant aux prises des puissances ayant pris une avance certaine dans leur "cyberarmement", comme la République Populaire de Chine ou la Russie, mais aussi Israël, la Corée du Nord ou l'Iran, et d'autres qui luttent pour rattraper leur retard et prendre conscience de ces nouvelles menaces comme les États-Unis, la France, l'Allemagne ou le Japon. Parmi les confits émanant de cette guerre, sont cités l'ingérence des hackers (notamment de Cozy Bear) dans l'élection présidentielle américaine de 2016, la "révolution orange" ou le "printemps arabe" mais aussi des cyberattaques contre des multinationales comme les studios Sony Pictures Entertainment , la Saudi Aramco (qui a du "remplacer 35 000 ordinateurs victimes d'un bug") ou des médias comme TV5 Monde.
Selon Jean-Louis Gergorin et Léo Isaac-Dognin, seule la création d'une "organisation internationale ayant vocation à superviser la sécurité globale (du cyberespace), et à faciliter par le dialogue, le règlement pacifique des litiges" peut permettre d'éviter une escalade dramatique dans ces nouveaux conflits. Cette organisation serait composée d'une "commission Cyber du Conseil de Sécurité des Nations-Unies", pour la résolution des litiges, et d'une "Agence Internationale de la Cybersécurité", pour la définition de normes internationales.
La première étape vers "un accord de cybermodération qui accompagnerait une détente entre l’Occident et la Russie, d’une part, et les États-Unis et la Chine, d’autre part", serait selon Jean-Louis Gergorin de créer un espace de discussion au "format P5+1, comprenant les cinq membres du Conseil de sécurité et l’Allemagne".

## Publications
- Rapacités (avec Sophie Coignard), Fayard, 2007  (ISBN 2213633681)
- Cyber. La guerre permanente (avec Léo Isaac-Dognin), Les Editions du Cerf, 2018  (ISBN 9782204110853)

## Participation à des institutions
Il a été un temps chercheur à la Rand Corporation, après son diplôme de l'X.
En mai 2003, il participe, avec Philippe Camus et Thierry de Montbrial, à la réunion du groupe Bilderberg au château de Versailles.
Il a été également membre du conseil d'administration de l'Institut de relations internationales et stratégiques (IRIS),.
Il est membre du club Le Siècle.
Il est membre de l'Institut Aspen.

## Décorations
Il a été fait chevalier de la Légion d’honneur en 1995 et, ami proche de Dominique de Villepin, ce dernier l'a fait officier de l'ordre national du Mérite dans son bureau en avril 2004.

En 2015, Jean-Louis Gergorin a fait l'objet de mesures disciplinaires, par les deux ordres nationaux de la Légion d’honneur et de l'ordre national du Mérite, suivies d'un retrait de ses décorations par décret du 27 août 2015.